# Middelfart Boldklub
Middelfart Boldklub er en dansk fodboldklub beliggende i Middelfart på Fyn. Klubben spiller i Betinia Liga, og har hjemmebane på Middelfart Stadion.
Middelfart Boldklub blev grundlagt i 2015 som en professionel fodboldafdeling af Middelfart G&BK, men amatørfodboldafdelingen er stadig under Middelfart G&BK.
Den 21. november 2015 skrev Middelfart BK kontrakt med sin første professionelle spiller, Oluwafemi Ajilore.